# Торпеда часу
«Торпеда часу: Фантастичний роман» (пол. Torpeda czasu. Powieść fantastyczna) — науково-фантастичний роман Антонія Слонімського. Опублікований у другій половині 1923 р. у 281—352 номерах американської польськомовної газети Kurier Polski («Польський Кур'єр»). Окремим виданням роман вийшов наступного року у видавничому товаристві Ignis, проілюстрований Тадеушем Ґроновським.

## Сюжет
Науковець XXII століття професор Панктон винайшов «торпеду часу» — машину, що уможливлює подорожувати в часі. Герой, веденний шляхетними спонуканнями, разом з товаришами вирішує вирушити у Францію XVIII століття — щоб запобігти наполеонівським війнам, зміцнити демократію і сприяти розвитку людства. Йому вдається усунути Наполеона від влади, проте, внаслідок несподіваних обставин і реакції сучасників він не реалізує свого плану. Після невдалої місії він вирішує повернутися у 2123 рік, але протягом зворотньої подорожі розпливається у ніщо — змінений хід історії призводить до того, що герой взагалі не міг народитися у XXI столітті.

## Персонажі
- Професор Панктон (Profesor Pankton) — науковець, винахідник «торпеди часу»
- Гайдне (Haydnèe) — дочка Панктона
- Тольн (Toln) — історик, знавець наполеонівської епохи
- Герсей (Hersey) — журналіст

### Історичні особи
- Наполеон Бонапарт
- Жозефіна Богарне
- Лазар Карно
- Люсьєн Бонапарт
- Жан-Ламбер Талльєн

## Проблематика
Одна з головних проблем, порушених у романі — питання впливу особистості на хід історії. У «Торпеді часу» ця тема проявляється, передусім, у сюжетній лінії професора Панктона.
Згідно з Анджеєм Стоффом, одним з дослідників роману Слонімського, автор тому вимусив свого героя програти, що до задуму твору входила полеміка з концепцією історії як сукупністю подій, спричинених видатними особистостями. Стофф також стверджує, що роман — тінь сумніву у вирішальної ролі освіти (яку розуміють як підвищення інтелектуального рівня людства й спрямування інтелекту в технологічний прогрес).
Автор у своєму творі полемізує з постулатами позитивістичної і технологічної утопії, показує крах віри у можливість раціональної, гармонійної, наукової організації як суспільства у цілому, так і просвіченої влади. Таким чином він порушує питання стосунків між технократією і політичною владою. Програш професора як політика повинен бути відповіддю на питання щодо можливості правління представників науки, і разом з тим, застереженням про потенційну небезпеку політичних і соціальних експериментів над суспільством.
Проте, слід зауважити, що у «Торпеді часу» єдиним слушним розв'язанням проблеми, з погляду оповідача, є поступове підвищення освітнього рівня і свідомості серед людей. На це наводять міркування професора Панктона і Герсея наприкінці їхньої часової подорожі. Запропоновані зміни треба впроваджувати поступово, шляхом еволюції — не можна діяти примусом на суспільство.

## Польські видання
- Ignis (1924), художник Тадеуш Ґроновський
- Czytelnik (1967), обкладинка Даніеля Мруза[3]